# Homayoun Shajarian

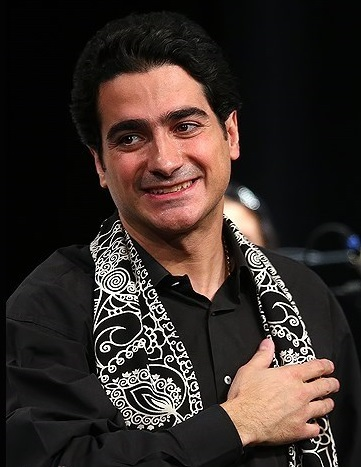
Homayoun Shajarian in Teheran

Homayoun Shajarian (Perzisch: همایون شجریان) is een klassieke Perzische zanger. Hij is de zoon van de zanger Mohammad-Reza Shajarian.
Homayoun Shajarian werd in 1975 in Teheran geboren. Op advies van zijn vader, begon hij op vijfjarige leeftijd met het bestuderen van de techniek en het ritme van de Perzische muziek. Dit gebeurde onder toezicht van Nasser Farhangfar, meester in het bespelen van de Tombak, een Perzische handtrommel.
In 2003 bracht Homayoun zijn eerste soloalbum uit 'Nasim-e Vasl', gecomponeerd door Javad Zarrabian.
Homayouns versieringen van de klassieke Perzische melodielijnen, de radif, klonken vlak en braaf.

## Discography
- Nasim-e Vasl (2003), Muziek: M. Javad Zarrabian
- Nashakiba (2004), Muziek: Ardeshir Kamkar
- Showgh-e Doust (2004), Muziek: M. Javad Zarrabian
- Naghsh-e Khial (2005), Muziek: Ali Ghamsari
- Ba Setareh-haa (2006), Muziek: M. Javad Zarrabian
- Khodavandan-e Asrar (2015), Muziek: Sohrab Pournazeri

## Concert in Nederland
Homayoun Shajarian heeft in Nederland in het Tropentheater te Amsterdam en de Rotterdamse Schouwburg concerten gegeven.